# Alicia Barnettová
Alicia Louisa Esme Evelyn Barnettová (* 18. října 1993 Gloucester) je britská profesionální tenistka. Ve své dosavadní kariéře na okruhu WTA Tour vyhrála jeden deblový turnaj. V rámci okruhu ITF získala čtrnáct titulů ve čtyřhře.
Na žebříčku WTA byla ve dvouhře nejvýše klasifikována v květnu 2019 na 453. místě a ve čtyřhře v říjnu 2022 na 59. místě.

## Soukromý život
Narodila se roku 1993 v západoanglickém Gloucesteru do sportovně založené rodiny Nigela a Jennifer Barnettových. Matka hrála pozemní hokej na univerzitě v Loughborough, sestra Jessica Barnettová provozovala kickbox na univerzitě v Cardiffu a bratr James Barnett nastupoval za fotbalový tým Manchesterské univerzity. Po stroudském gymnáziu vystudovala v letech 2012–2016 bakalářský obor politologie na illinoiské Severozápadní univerzitě (BA). Tenis začala hrát v sedmi letech.

## Tenisová kariéra
Na okruhu WTA Tour debutovala březnovou čtyřhrou Lyon Open 2022. Přes norsko-britský pár Ulrikke Eikeriová a Samantha Murrayová Sharanová postoupila s krajankou Olivií Nichollsovou do finále. V něm však nestačily na německo-ruskou dvojici Laura Siegemundová a Věra Zvonarevová po dvousetovém průběhu. V semifinále Istanbul Cupu 2022 je zastavily Natela Dzalamidzeová s Kamillou Rachimovovou.
Do grandslamu premiérově zasáhla v ženském deblu Wimbledonu 2022, do něhož s Nichollsovou obdržely divokou kartu. V úvodním kole zdolaly Češku Renatu Voráčovou s Estonskou Kaiou Kanepiovou. Poté jejich cestu soutěží ukončilo ukrajinsko-rumunské duo Nadija Kičenoková a Ioana Raluca Olaruová až v tiebreaku rozhodující sady. Ve smíšené wimbledonské soutěži prošla s krajanem Jonnym O'Marou do čtvrtfinále přes  Venus Williamsovou a Jamieho Murrayho. O postupujících rozhodl až nově zavedený 10bodový supertiebreak v závěru vyrovnané třetí sady. V dramatické koncovce měly oba páry po pěti mečbolech. Britové pak proměnili šestý z nich za stavu míčů 17–16. Mezi poslední osmičkou skončili na raketách Australanů Matthew Ebdena a Samanthy Stosurové.
Premiérový titul na túře WTA si odvezla s Nichollsovou ze čtyřhry srpnového Championnats Banque Nationale de Granby 2022 v québeckém Granby. Ve finálovém duelu přehrály britsko-nizozemskou dvojici Harriet Dartová a Rosalie van der Hoeková až ziskem závěrečného supertiebreaku. Na úvod US Open 2022 odešly poraženy od třináctých nasazených  Alexy Guarachiové a Andreji Klepačové.

## Finále na okruhu WTA Tour
| Legenda                  |
| ------------------------ |
| D – dvouhra; Č – čtyřhra |
| Grand Slam (0)           |
| Turnaj mistryň (0)       |
| WTA 1000 (0)             |
| WTA 500 (0)              |
| WTA 250 (1–1 Č)          |

### Čtyřhra: 2 (1–1)
| Stav       | č. | datum       | turnaj         | povrch    | spoluhráčka        | soupeřky ve finále                      | výsledek         |
| ---------- | -- | ----------- | -------------- | --------- | ------------------ | --------------------------------------- | ---------------- |
| Finalistka | 1. | březen 2022 | Lyon, Francie  | tvrdý (h) | Olivia Nichollsová | Laura Siegemundová Věra Zvonarevová     | 5–7, 1–6         |
| Vítězka    | 1. | srpen 2022  | Granby, Kanada | tvrdý     | Olivia Nichollsová | Harriet Dartová Rosalie van der Hoeková | 5–7, 6–3, [10–1] |

## Tituly na okruhu ITF
| Dotace turnajů okruhu ITF | Dotace turnajů okruhu ITF |
| ------------------------- | ------------------------- |
| 100 000 $ tournaments     | 80 000 $ tournaments      |
| 75 000 $ tournaments      | 60 000 $ tournaments      |
| 50 000 $ tournaments      | 25 000 $ tournaments      |
| 15 000 $ tournaments      | 10 000 $ tournaments      |

### Čtyřhra (14 titulů)
| Č.  | datum           | turnaj                         | povrch    | spoluhráčka        | poražené finalistky                              | výsledek              |
| --- | --------------- | ------------------------------ | --------- | ------------------ | ------------------------------------------------ | --------------------- |
| 1.  | 23. září 2017   | Madrid, Španělsko              | tvrdý     | Olivia Nichollsová | Marina Bassols Riberová Julia Payolová           | 6–1, 6–2              |
| 2.  | 17. března 2018 | Ramat ha-Šaron, Izrael         | tvrdý     | Olivia Nichollsová | Charlotte Römerová Caroline Wernerová            | 6–4, 7–6(7–4)         |
| 3.  | 24. března 2018 | Tel Aviv, Izrael               | tvrdý     | Olivia Nichollsová | Mathilde Armitanová Elixane Lechemiová           | 7–6(7–3), 6–3         |
| 4.  | duben 2019      | Bolton, Spojené království     | tvrdý     | Jodie Burrageová   | Laura Ioana Paarová Helène Scholsenová           | 6–3, 6–3              |
| 5.  | září 2019       | Sadžur, Izrael                 | tvrdý     | Chanel Simmondsová | Amandine Cazeauová Noelly Nsimbová               | 6–4, 6–4              |
| 6.  | 29. února 2020  | Sunderland, Spojené království | tvrdý (h) | Olivia Nichollsová | Celia Cervino Ruizová Maria Gutierrez Carrascová | 6–4, 7–6(8–6)         |
| 7.  | březen 2021     | Šarm aš-Šajch, Egypt           | tvrdý     | Juriko Mijazakiová | Ku Yeonwoo Raphaelle Lacasseová                  | 6–4, 6–1              |
| 8.  | duben 2021      | Šarm aš-Šajch, Egypt           | tvrdý     | Lina Glušková      | Elena-Teodora Cadarová Olivia Gadecká            | 6–4, 6–2              |
| 9.  | květen 2021     | Jeruzalém, Izrael              | tvrdý     | Emily Appletonová  | Jenny Dürstová Nina Stadlerová                   | 6–4, 2–6, [11–9]      |
| 10. | 19. června 2021 | Figueira da Foz, Portugalsko   | tvrdý     | Olivia Nichollsová | Berfu Cengizová Anastasija Tichonovová           | 6–3, 7–6(7–3)         |
| 11. | srpen 2021      | Vigo, Španělsko                | tvrdý     | Olivia Gadecká     | Conny Perrinová Laura Pigossiová                 | 6–3, 6–2              |
| 12. | listopad 2021   | Funchal, Portugalsko           | tvrdý     | Sie Šu-jing        | Inês Murtová Daniela Vismaneová                  | 6–1, 3–6, [10–8]      |
| 13. | 16. dubna 2022  | Bellinzona, Švýcarsko          | antuka    | Olivia Nichollsová | Xenia Knollová Oxana Selechmetěvová              | 6–7(7–9), 6–4, [10–7] |
| 14. | 6. srpna 2022   | Grodzisk Mazowiecki, Polsko    | tvrdý     | Olivia Nichollsová | Vivian Heisenová Katarzyna Kawaová               | 6–1, 7–6(7–3)         |